# Foster + Partners

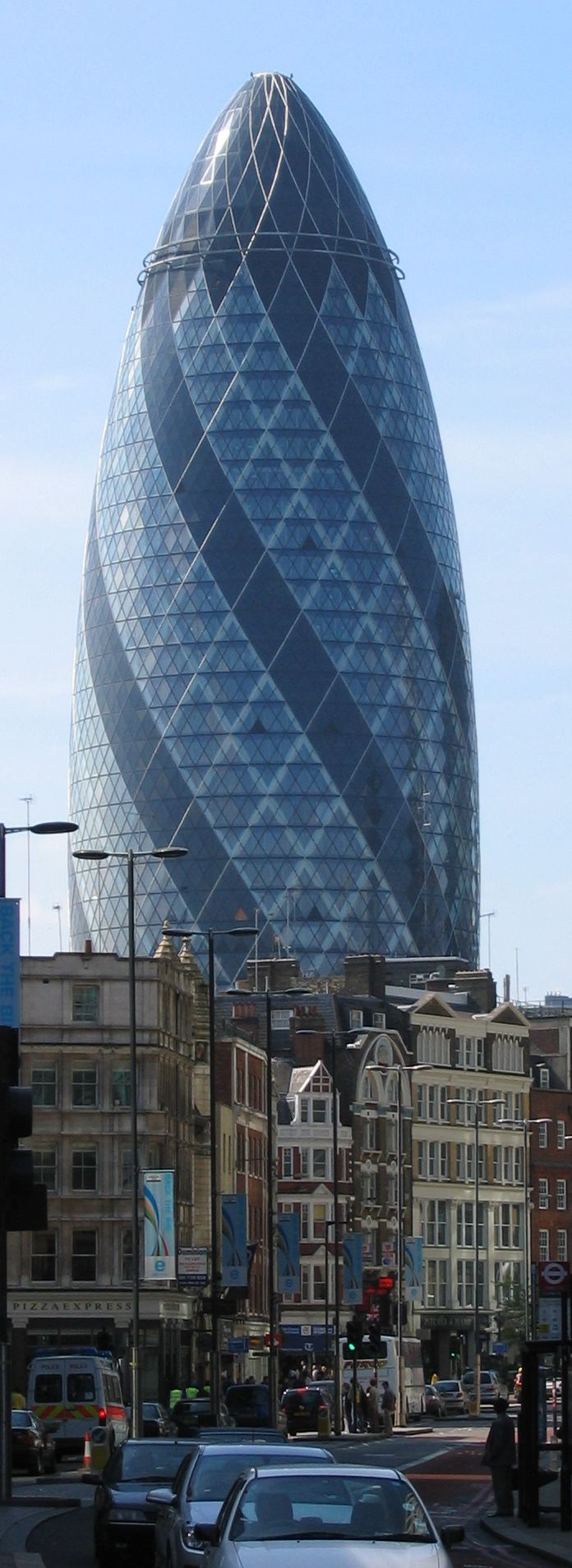
Hauptverwaltung der Swiss Re, London, von den Londonern „Gherkin“ (Gurke) getauft.

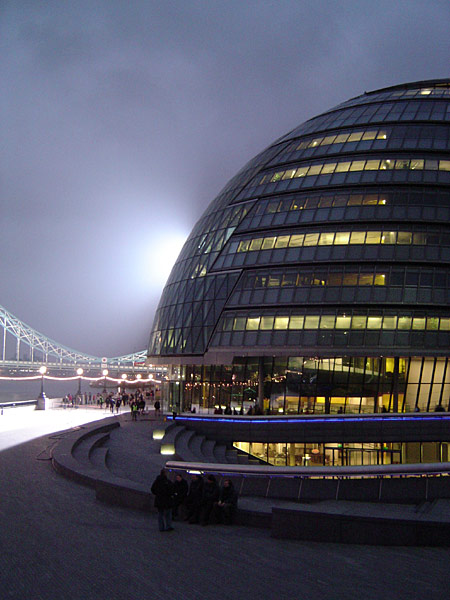
Greater London Authorities Headquarters

Britisches Museum, London, überdachter Innenhof

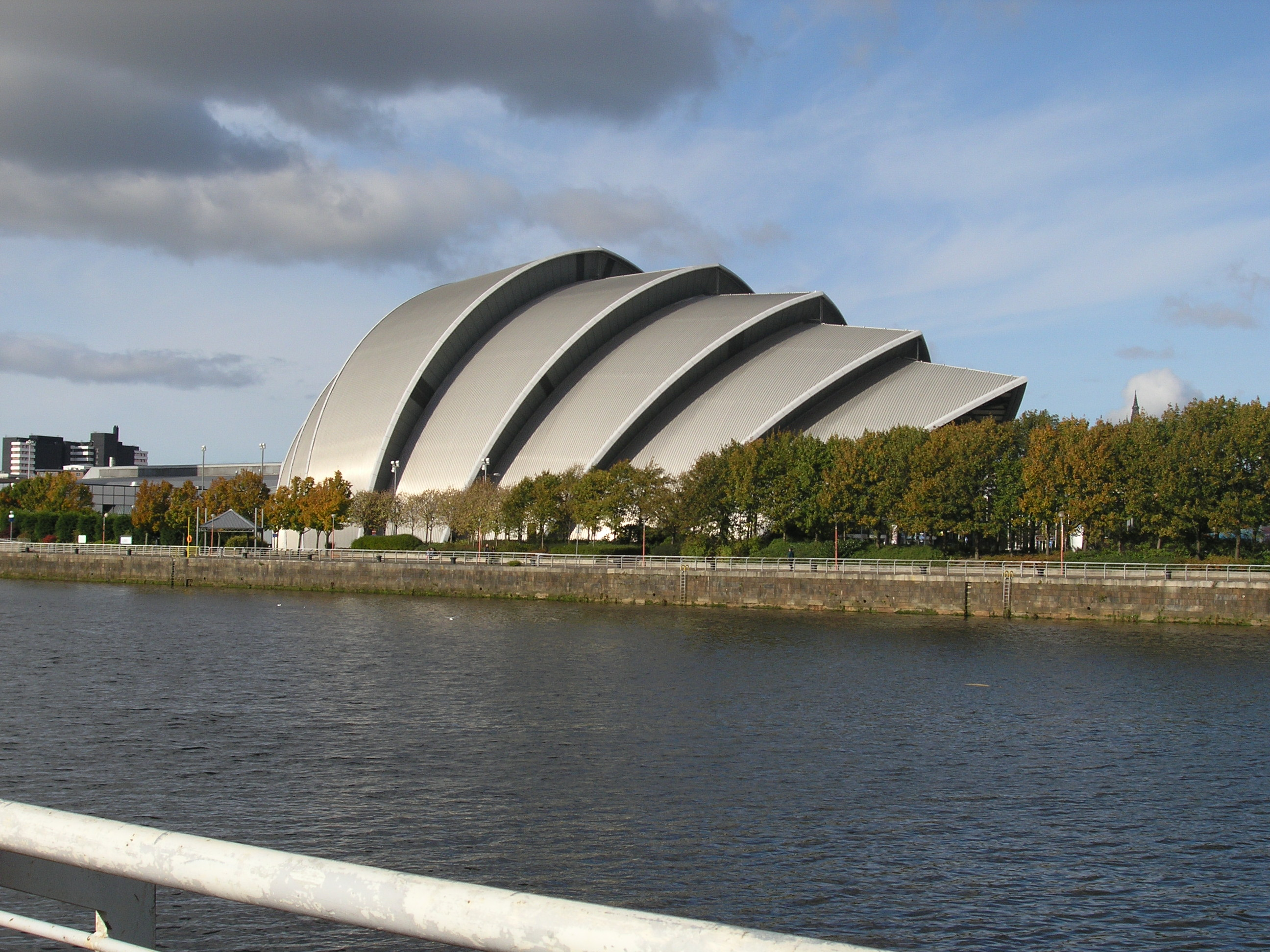
Clyde Auditorium, Glasgow

Foster + Partners zählt zu den bekanntesten Architekturbüros der Welt. Das Unternehmen wurde von Norman Foster gegründet. Zu den berühmtesten Aufträgen zählte die Neugestaltung des Berliner Reichstags, die Zentrale der Swiss Re in London (30 St Mary Axe), der Bau des Millau-Viadukts in Südfrankreich, der Apple Park in Kalifornien sowie die Neugestaltung des Londoner Wembley-Stadions.

## Geschichte
Norman Foster und seine 1989 verstorbene Ehefrau Wendy Foster gründete nach der Auflösung von Team 4 im Jahr 1967 das Büro Foster Associates, in den 1990er Jahren erfolgte die Umfirmierung in 'Foster + Partners', um dem steigenden Einfluss der anderen Architekten in der Partnerschaft Rechnung zu tragen.

## Profil
Der Gründer Norman Foster fungiert heute als Senior Executive Partner, die Leitung des Büros als Chairman hat Spencer de Grey inne. Insgesamt arbeiten bei Foster + Partners 10 „Senior Executive Partners“, 19 „Senior Partners“, 119 „Partners“ sowie weitere „Associate Partners“ und „Associates“.
Neben den klassischen Leistungen eines Architekturbüros bietet Foster + Partners auch die Gestaltung von Details und Accessoires, also Tätigkeiten, die normalerweise Produktdesigner übernehmen.
Hauptsitz ist London – im Riverside Studio an der Themse. Eigene Büros werden dort errichtet, wo größere Projekte betreut werden.
Das Unternehmen beschäftigt weltweit rund 1500 Mitarbeiter, fast 1250 davon in London.
In die Schlagzeilen geriet das Büro Anfang 2009, als die gesamte Berliner Dependance ohne Vorankündigung geschlossen und etwa 75 Architekten entlassen wurden. Nur drei Mitarbeiter wurden in die Londoner Zentrale übernommen.

## Bauten
- 1971–1975: Verwaltungsgebäude von Willis, Faber und Dumas in Ipswich
- 1974–1978: Sainsbury Centre for Visual Arts der University of East Anglia in Norwich
- 1979–1986: HSBC-Hochhaus Hong Kong, die Hauptverwaltung der Hongkong and Shanghai Banking Corporation in Hong Kong
- 1981–1983: Vertriebszentrale für Renault in Swindon
- 1981–1986: Ballsporthalle Frankfurt am Main in Frankfurt-Unterliederbach
- 1987–1992: Terminal des Flughafens Stansted bei London
- 1989: ITN-Gebäude, London[2]
- 1989–1991: Sackler Galleries der Royal Academy of Arts in London
- 1990–1992: Torre de Collserola, Telekommunikationsturm in Barcelona
- 1990–1993: Bibliothek und Museum für moderne Kunst (Carré d’Art) in Nîmes
- 1992–1996: Haus der Wirtschaftsförderung, das Technologiezentrum und das MicroElectronicCentrum, Bestandteil des Mikroelektronikparks in Duisburg
- 1992–1997: Red Dot Design Museum im ehemaligen Kesselhaus der Zeche Zollverein in Essen
- 1992–1998: Hong Kong International Airport
- 1993–1997: Commerzbank Tower in Frankfurt am Main
- 1993–1998: Kongresszentrum, Valencia
- 1993–2004: Millau Viaduct in Südfrankreich
- 1994–1999: Umbau des Reichstags in Berlin (begehbare Glaskuppel)
- 1994–2000: Überdachung des Großen Innenhofs und Umbau des British Museum in London
- 1995–1997: Clyde Auditorium als Teil des Scottish Exhibition and Conference Centre (SECC) in Glasgow
- 1995–2004: U-Bahn in Bilbao, Linie 1 (1995), Linie 2 (2004)
- 1997–2001: Musée de Préhistoire des gorges du Verdon bei Quinson
- 1997–2005: Sanierung der „Rostlaube“ und Neubau der Philologischen Bibliothek der Freien Universität Berlin
- 1998–2001: ARAG-Tower: Hauptverwaltung der Arag in Düsseldorf
- 1999–2001: Gerling Ring-Karree in Köln, Friesenplatz
- 1999–2002: Millennium Bridge und U-Bahn-Station Canary Wharf in London
- 2000–2002: Londoner City Hall
- 2000–2004: Apartmenthaus Chesa Futura in St. Moritz
- 2000–2006: Hearst Tower in Manhattan, 8th Avenue, Neubau auf entkerntes sechsgeschossiges Verlagsgebäude von 1928 (Joseph Urban)
- 2001–2004: Swiss Re-Zentrale in London – ausgezeichnet mit dem Stirling Prize
- 2002–2006: Dach des Hauptbahnhofs Dresden
- 2002–2006: Wembley-Stadion in London
- 2002–2008: Elefantenhaus im Zoo Kopenhagen
- 2003–2005: Deutsche Bank Place in Sydney
- 2004–2006: Pyramide des Friedens und der Eintracht in Astana
- 2004–2007: Willis Building in London
- 2004–2008: Grand Hotel Dolder in Zürich
- 2004–2008: T3 des Flughafens Peking
- 2006–2010: Khan Shatyr in Astana
- 2006–2010: The Index in Dubai
- 2006–2013: The SSE Hydro, Finnieston, Glasgow, Schottland
- 2007–2011: Trust Tower in Abu Dhabi
- 2007–2012: The Bow, Calgary (Kanada)
- 2009–2013: Erweiterung Städtische Galerie im Lenbachhaus, München (Lichtplaner: Walter Bamberger)[3][4]
- 2013–2017: Apple Park – Apple Inc., Cupertino, USA
- 2008–2014: The Domain, Abu Dhabi
- 2014–2019: Flughafen Peking-Daxing in Peking
- 2020: RMC-Hauptsitz Jekaterinburg[5][6]

### Im Bau
- „CO2-neutrale Wissenschaftsstadt“ Masdar, Abu Dhabi (im Bau, 2008–2030)
- VietinBank Business Center, Hanoi, Vietnam (Baustopp, 2011–????)
- Neues Terminal am Flughafen Frankfurt/Main (im Bau, 2015–2025)
- Umbau des Camp Nou, des Stadions des FC Barcelona (im Bau, 2018–2025)
- Techo International Airport, Kambodscha (im Bau, Fertigstellung voraussichtlich 2025)[7]

### In Planung
- Neues Terminal am Londoner Flughafen Heathrow (Projektname Terminal East, Eröffnung der Phase 1 geplant für 2012)

### Projekte
- 2007 Masterplan der Innenstadt von Duisburg
- 2015 Cardiff Central Square in Cardiff[8]
- Two World Trade Center (nach 2015, neues Gebäude am Ground Zero New York in New York City), zeitweilig an anderen Architekten vergeben

### Design
- Büromöbel, Systemschreibtisch „Nomos“ für den italienischen Hersteller Tecno 1987
- Universalstuhl „RF1“ – entwickelt für und mit dem Hersteller R. Randers, Dänemark